# Spitz de Norrbotten
Pour les articles homonymes, voir Spitz (chien).
Le spitz de Norrbotten est une race de chien originaire de Suède. C'est une race de type spitz, de taille moyenne, à la robe blanche tachetée de jaune-rouge. Déclarée disparue après la Seconde Guerre mondiale, la race est recréée à partir d'individus préservés du comté de Norrbotten en 1967.

## Histoire
Le spitz de Norrbotten est probablement issu d'un chien préhistorique de type laïka vivant avec les peuples chasseurs du Cap Nord. Le berceau de cette race est le comté de Norrbotten en Suède, où pendant des siècles les chiens ont été utilisés pour la chasse à la zibeline et à l'hermine, dans le cadre de la vente de fourrure. Après la Seconde Guerre mondiale, les prix des fourrures décroissent et les effectifs de la race diminuent drastiquement. La disparition du spitz de Norrbotten est annoncée par le Swedish Kennel Club (SKK). Cependant, quelques chiens utilisés comme chien de compagnie et chien de garde sont retrouvés à Norrbotten une dizaine d'années plus tard. En 1967, le registre d'élevage est rouvert et un nouveau standard est édité.

## Standard
Le spitz de Norrbotten est un petit chien du type spitz, carré, compact et trapu, à la musculature sèche et forte.   De grandeur moyenne, les yeux sont en forme d’amande et placés obliquement, ils sont de couleur brun foncé. Les oreilles sont attachées haut, d’une grandeur un peu au-dessus de la moyenne, de forme triangulaire et bien dressées. L’extrémité est légèrement arrondie. Attachée relativement haut, la queue est portée en arc de cercle, enroulée de manière lâche, la pointe touchant le côté de la cuisse.
Le poil de couverture est dur, court, droit et plutôt serré, avec un sous-poil fin et dense. Le chanfrein, le crâne, les oreilles et la partie antérieure des membres sont couverts de poils courts. Autour du cou, à la partie postérieure des cuisses et à la face inférieure de la queue, le poil est plus long. La robe idéale est à fond blanc avec des marques jaunes à rouges. Les autres couleurs sont admises mais moins fréquentes.

## Caractère
Le spitz de Norrbotten est attentif et bon gardien. Comme chien de chasse, le spitz de Norrbotten doit se montrer attentif et courageux, donnant l’impression d’un chien éveillé, actif, aimable et sûr de lui. Il n'est jamais nerveux, peureux ou agressif.

## Utilité
Le spitz de Norrbotten est un chien de chasse, de garde et de compagnie.